# Hamel (rivière)
Pour les articles homonymes, voir Hamel.
La Hamel est un affluent de la Weser situé sur la rive droite, long de plus de 26 km, dans le District de Hamelin-Pyrmont en Basse-Saxe.

## Cours
La Hamel a deux sources au nord du Süntel (dans la forêt sur le versant et aménagée dans la vallée à Bad Münder Am Deister) et deux embouchures à Hamelin, l'embouchure principale au sud de la ville et l'embouchure historique au nord de la vieille ville. Entre la source et l'embouchure, elle contourne le Süntel par l'est en passant par la vallée du Deister-Süntel.

### Source du jardin et Sickerhamel

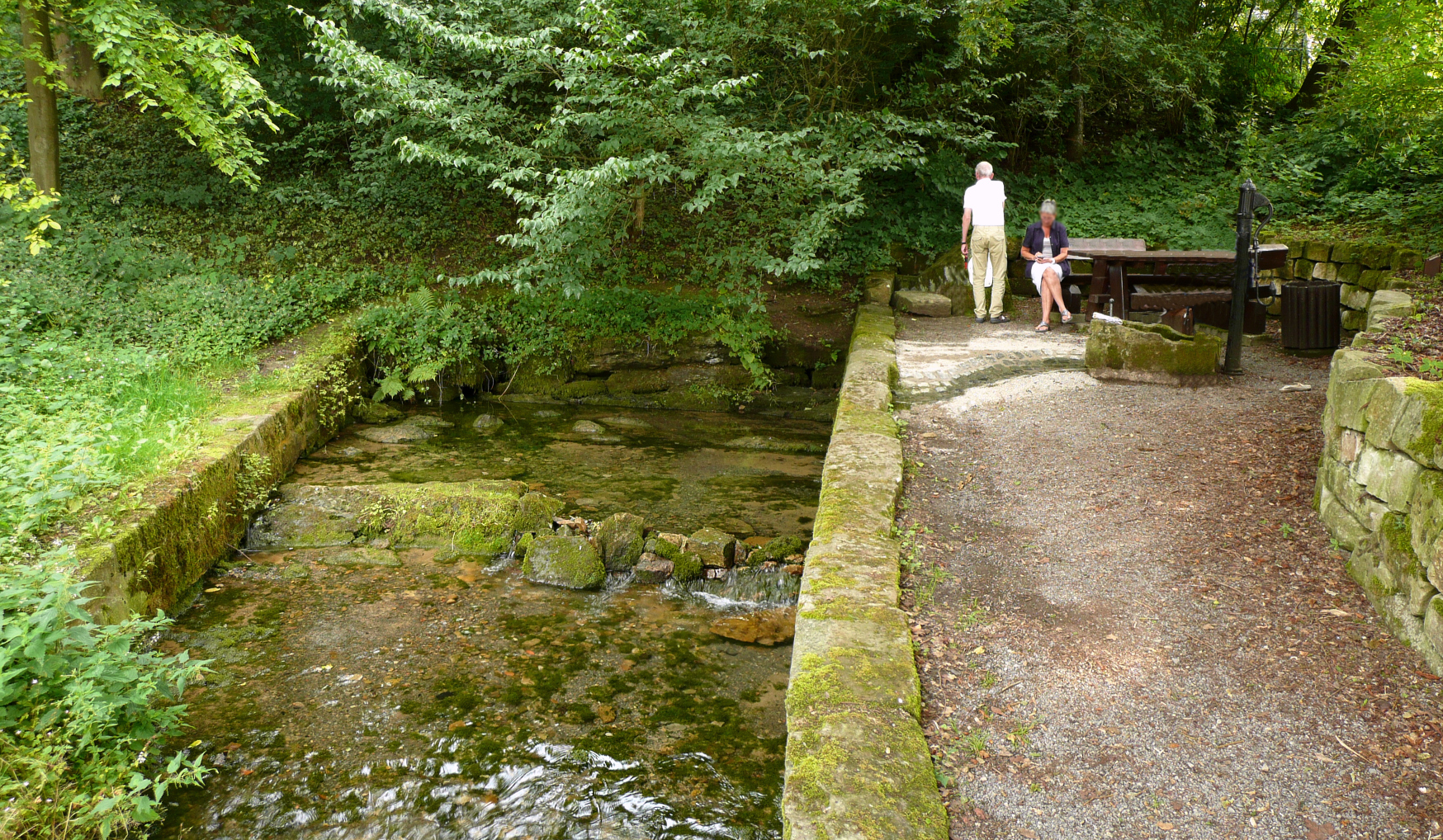
Source de la Hamel à Hamelspringe.

Les deux origines ont des altitudes très différentes : la source dite aussi de Hamel se trouve à 170 m d'altitude dans un jardin privé du village de Bad Münder am Deister. Elle a cependant un petit affluent, l'Alte Sickerhamel. Elle prend sa source près de la Eulenflucht sur le versant nord de la Hohen Egge, dont le sommet atteint 435,2 mètres. L'Alte Sickerhamel dévale d'abord le versant de la montagne, dans la moitié inférieure duquel elle a creusé un net sillon d'érosion. De la lisière de la forêt, il est aujourd'hui dirigé vers le nord jusqu'à un fossé non classé provenant du Bärengrund, qu'il poursuit avant d'atteindre la source nominale du Hamel.

### Autour du Süntel vers Hamelin
De là, elle coule d'abord vers l'est à travers Bad Münder et ensuite vers le sud à travers Hachmühlen. Après Hachmühlen, la Hamel change de direction vers le sud-ouest et suit la route fédérale 217 sur son côté sud jusqu'à Hamelin, qui porte son nom en tant que ville. Ce faisant, elle traverse les localités de Hasperde, Grand Hilligsfeld et Rohrsen.

#### Embouchures

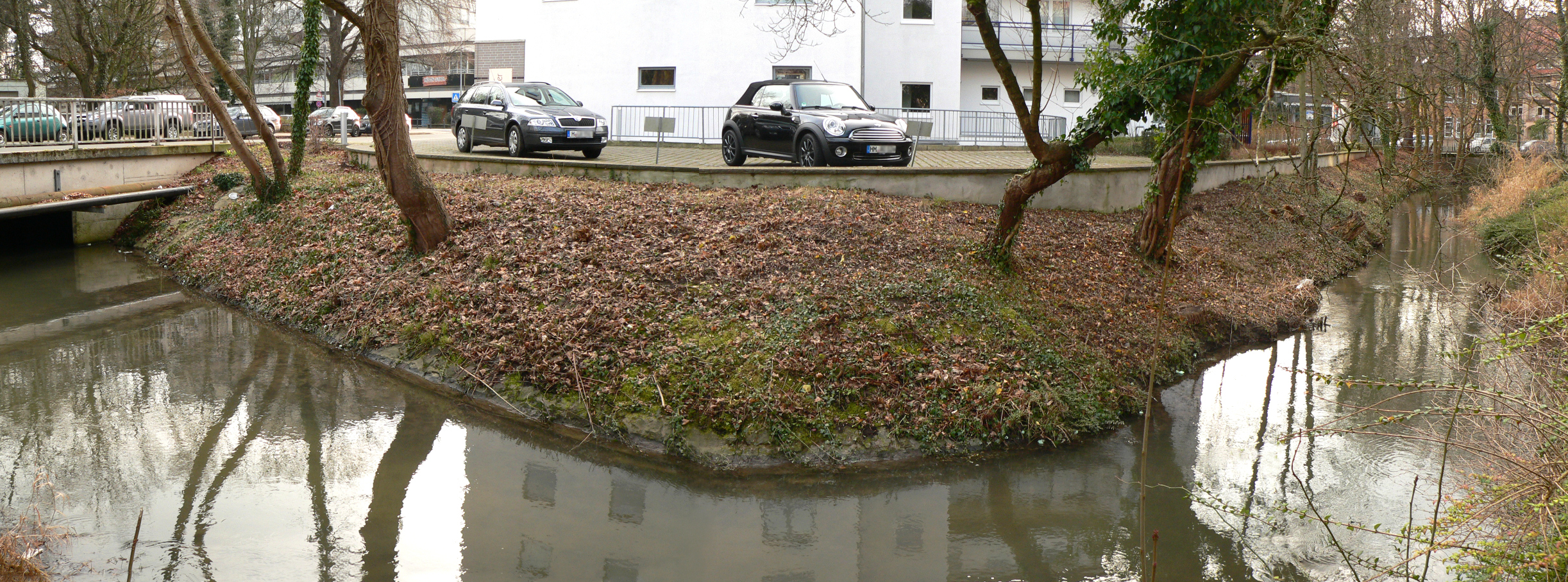
Le hamel de la forteresse sur le glacis à angle aigu d'un ancien ravelin à Hamelin.

En bordure d'une zone industrielle du sud-est de la ville de Hamelin, un barrage régule la répartition de l'eau entre les deux bras artificiels de l'embouchure. La plus grande partie de son débit d'embouchure d'un peu plus de 2 m3/s arrive dans la Weser en passant tout droit par le Fluthamel, qui forme en partie encore aujourd'hui le bord des constructions urbaines et se jette au sud du port de la Weser. Une partie limitée de l'eau est dérivée dans le Stadthamel, qui coule vers le nord à l'est de la vieille ville et se jette dans la Weser à sa limite nord, près de l'auberge de jeunesse. Lors de l'aménagement Hamels Zur Festung au XVIIe siècle, elle a été conduite le long du côté champ du rempart de la ville avec ses bastions, comme son tracé le laisse encore voir aujourd'hui, d'où le nom de "Festungshamel".
Entre les deux embouchures du Hamel, la Weser perd quatre mètres de hauteur au barrage de Hamelin. En outre, la Humme se jette ici en face.

## Affluents
La Hamel reçoit principalement de l'eau du Süntel, mais elle reçoit également des ruisseaux du Deister, du petit Deister, du Nesselberg et de l'Ith. Ses rivières sont de petits ruisseaux de moyenne montagne :
- Voßbeeke (Süntel)
- Bredenbeeke (Deister)
- Teufelsbeeke (Süntel)
- Gelbbach (Nesselberg)
- Sedemünder Mühlbach (Kl. Deister/Nesselberg)
- Steinbach (Süntel)
- Flegesser Bach (Süntel)
- Herksbach (Süntel)
- Remte (Ith)